# Velha Ladoga
Velha Ladoga, (em russo: Ста́рая Ла́дога; romaniz.: Staraya Ladoga), é uma localidade russa que surge no local de um antigo povoado varegue Aldeigjuborg, fundado no século VIII junto do Lago Ladoga. As populações eslavas chamaram aos seus habitantes Rus'.

## História

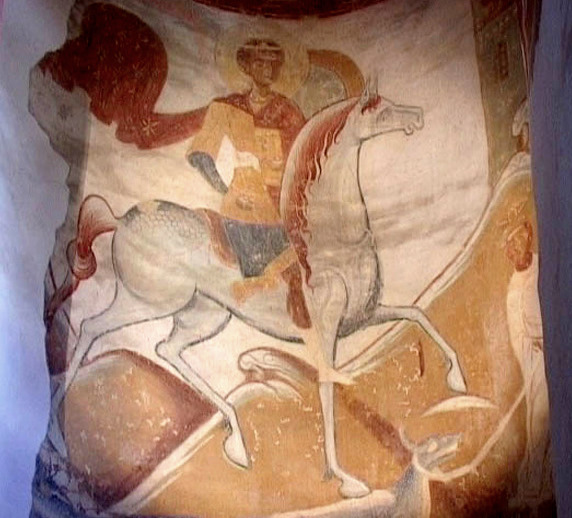
A Igreja de São Jorge contém magníficos frescos de 1167

Aldeigjuborg constitui a mais antiga prova arqueológica de uma certa importância sobre a presença de viquingues suecos na Rússia. A cidade está a 10 km da margem meridional do lago Ladoga, junto do rio Volkhov, numa posição protegida.